# 1984年夏季奥林匹克运动会巴林代表团
1984年夏季奥林匹克运动会巴林代表团是巴林派出的1984年夏季奥林匹克运动会代表团。